# Леонтий (Бондарь)
Митрополи́т Лео́нтий (в миру Леони́д Фадде́евич Бо́ндарь; 24 апреля [7 мая] 1913, Тракайский уезд, Виленская губерния — 24 января 1999, Оренбург) — епископ Русской православной церкви, митрополит Оренбургский и Бузулукский.

## Биография

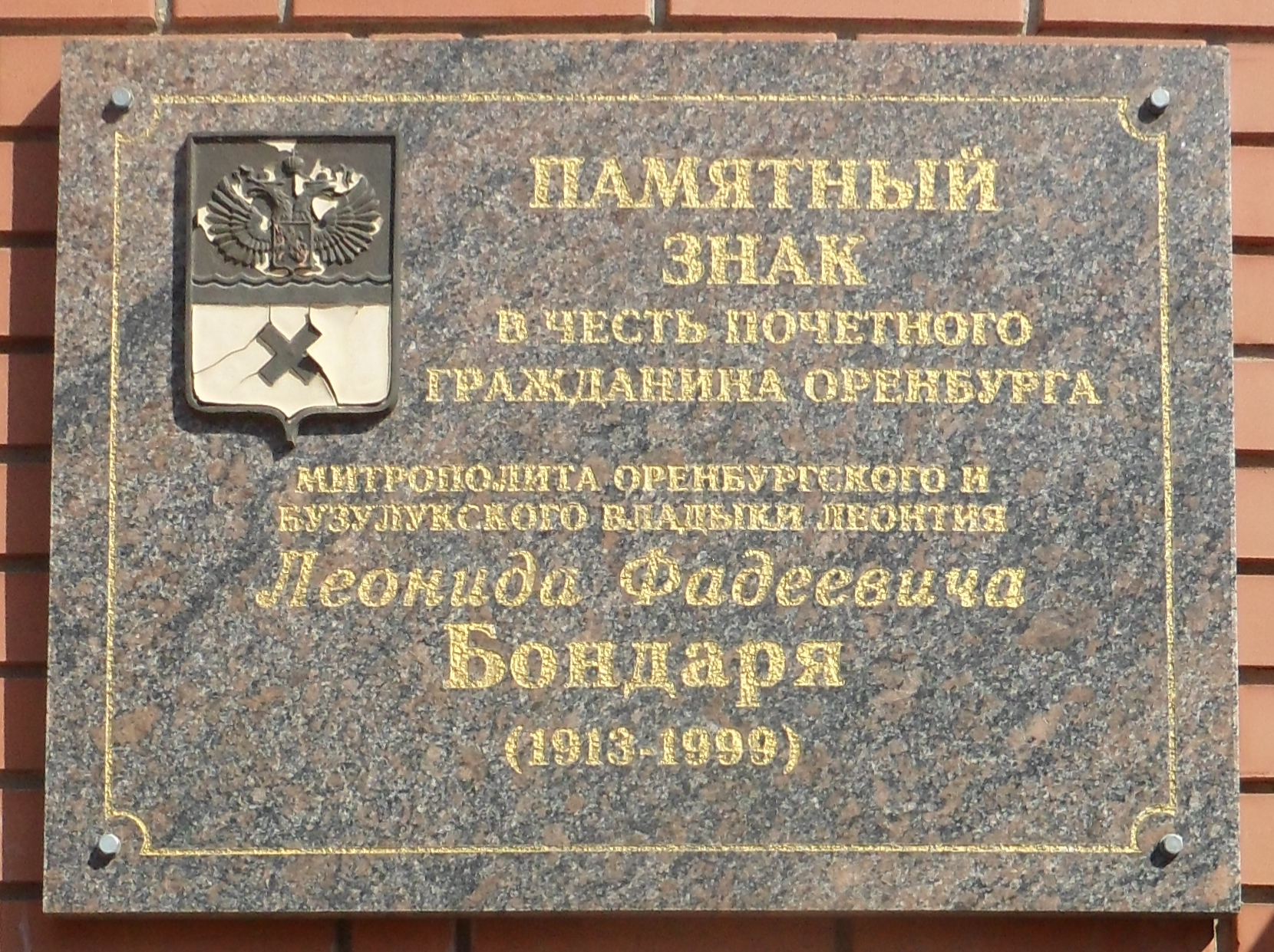
Памятный знак установленный в Оренбурге

Родился в 1913 году в Виленской губернии в семье псаломщика.
Окончил в 1935 году Виленскую духовную семинарию, в 1939 году — Богословский факультет Варшавского университета со степенью магистра богословия.
В 1940—1942 годы был послушником в Виленском Святодуховском монастыре.
25 декабря 1943 года пострижен в монашество архиепископом Могилёвским и Мстиславским Филофеем (Нарко), 26 декабря того же года рукоположён в сан иеродиакона, а 2 января 1944 года — в сан иеромонаха.
В 1945—1947 годах был ректором Богословских пастырских курсов при Жировицком монастыре, возведён в сан игумена. Позднее после преобразования курсов в Минскую духовную семинарию стал её ректором. С июля 1947 года по ноябрь 1949 года — священник в селе Холхло, Молодеченской области, а затем в селе Ястребль Брестской области. С ноября 1949 года — преподаватель и инспектор Минской духовной семинарии.
С июля 1953 года — наместник Жировицкого монастыря с возведением в сан архимандрита.
10 августа 1956 года в Минске митрополитом Минским и Белорусским Питиримом (Свиридовым), епископами Виленским и Литовским Алексием (Дехтерёвым), Куйбышевским и Сызранским Митрофаном (Гутовским), Великолукским и Торопецким Мстиславом (Волонсевичем) хиротонисан в сан епископа Бобруйского, викария Минской епархии.
С 19 сентября 1960 года по 16 марта 1961 года временно управлял Минской епархией.
С 5 мая 1961 года — епископ Новосибирский и Барнаульский. С 8 сентября 1958 года — Новосибирский и Барнаульский. При нем епархия сильно страдала от хрущевской антирелигиозной кампании. Например, если в 1958 году в Алтайском крае было 11 церквей, то в 1962 году их осталось только 3.
С 14 мая 1963 года — епископ Оренбургский и Бузулукский.
9 сентября 1971 года возведён в сан архиепископа.
25 февраля 1992 года возведён в сан митрополита.
Скончался 24 января 1999 года. Погребён в Пантелеимоновском приделе Никольского кафедрального собора Оренбурга.

## Награды
- Орден Дружбы (22 июля 1995 года) — за заслуги перед государством, успехи, достигнутые в труде, большой вклад в укрепление дружбы и сотрудничества между народами[2].
- орден святого равноапостольного князя Владимира II степени (7 мая 1983 года в связи с 70-летием со дня рождения и 20-летием управления Оренбургской епархией);
- орден преподобного Сергия Радонежского I степени (7 мая 1988 года к 75-летию со дня рождения);
- орден святого благоверного князя Даниила Московского I степени;